# 八尾市立久宝寺小学校
八尾市立久宝寺小学校（やおしりつ きゅうほうじ しょうがっこう）は、大阪府八尾市にある公立小学校。
明治時代初期に当時の渋川郡久宝寺村に設置された小学校を起源とし、現在の八尾市域では歴史の古い学校の一つとなっている。

## 沿革
- 1873年12月1日 - 堺県河内国第百十番小学校として、渋川郡久宝寺村・許麻神社内に開設。
- 1875年　久宝寺小学に改称
- 1875年3月 - 顕証寺（久宝寺御坊）内に移転。
- 1876年 - 堺県河内国第百十一番衣摺（きずり）小学校（現在の東大阪市立長瀬北小学校の前身）を分離。
- 1878年 - 現在地に移転。
- 1887年4月 - 渋川郡久宝寺尋常小学校に改称。
- 1896年4月1日 - 郡の合併により、中河内郡久宝寺尋常小学校と称する。
- 1911年4月1日 - 高等科を併置。中河内郡久宝寺尋常高等小学校に改称。
- 1941年4月1日 - 国民学校令により、中河内郡久宝寺国民学校に改称。
- 1947年4月1日 - 学制改革により、中河内郡久宝寺村立小学校に改称。
- 1948年4月1日 - 久宝寺村など5町村が合併し八尾市が発足したことに伴い、八尾市立久宝寺小学校に改称。
- 1949年6月19日 - 校歌制定。

## 通学区域
- 八尾市 久宝寺・神武町・高町・東久宝寺・西久宝寺・北久宝寺・南久宝寺・渋川町の全域。
- 八尾市 末広町1丁目・3丁目・4丁目のそれぞれ一部。

卒業生は八尾市立久宝寺中学校に進学する。

## 交通
- 近鉄大阪線 久宝寺口駅 南へ約850m。
- JR関西本線（大和路線） 久宝寺駅 北東へ約1.2km。